# Менке, Салли
Са́лли Джоэ́нн Ме́нке (англ. Sally JoAnne Menke; 17 декабря 1953, Минеола, Нассо, Нью-Йорк, США — 27 сентября 2010, Лос-Анджелес, Калифорния, США) — американский монтажёр и кинопродюсер, работавшая над фильмами Квентина Тарантино. Лауреат премий «Общество кинокритиков Сан-Диего» (2003) и «Общество кинокритиков Лас-Вегаса» (2004) за фильм «Убить Билла. Фильм 1» (2003), и премии «Голливудский кинофестиваль» (2004) в номинации «Монтажёр года»; дважды номинантка на премию «Оскар» (1995, 2010) в номинации «Лучший монтаж» за фильмы «Криминальное чтиво» (1994) и «Бесславные ублюдки» (2009).
Салли умерла 27 сентября 2010 года в Лос-Анджелесе (штат Калифорния, США), предположительно, от теплового удара (в тот день температура в Лос-Анджелесе была +45°C) в 56-летнем возрасте. С 9 августа 1986 года и 24 года до своей смерти Менке была замужем за режиссёром Дином Парисотом, от которого родила двоих детей — сына Лукаса Парисота и дочь Изабеллу Парисот.

## Избранная фильмография
монтажёр
- 1990 — «Черепашки-ниндзя»/Teenage Mutant Ninja Turtles
- 1992 — «Бешеные псы»/Reservoir Dogs
- 1993 — «Небо и земля»/Heaven & Earth
- 1994 — «Криминальное чтиво»/Pulp Fiction
- 1995 — «Четыре комнаты»/Four Rooms
- 1996 — «Скала Малхолланд»/Mulholland Falls
- 1997 — «Ночное дежурство»/Nightwatch
- 1997 — «Джеки Браун»/Jackie Brown
- 2003 — «Убить Билла. Фильм 1»/Kill Bill: Vol. 1
- 2004 — «Убить Билла. Фильм 2»/Kill Bill: Vol. 2
- 2007 — «Грайндхаус»/Grindhouse
- 2007 — «Доказательство смерти»/Death Proof
- 2009 — «Бесславные ублюдки»/Inglourious Basterds
- 2010 — «Пикок»/Peacock